# Perisama volara
Perisama volara är en fjärilsart som beskrevs av William Chapman Hewitson 1868. Perisama volara ingår i släktet Perisama och familjen praktfjärilar. Inga underarter finns listade i Catalogue of Life.